# Angelonia verticillata
Angelonia verticillata är en grobladsväxtart som beskrevs av D. Philcox. Angelonia verticillata ingår i släktet Angelonia och familjen grobladsväxter. Inga underarter finns listade i Catalogue of Life.

## Bildgalleri

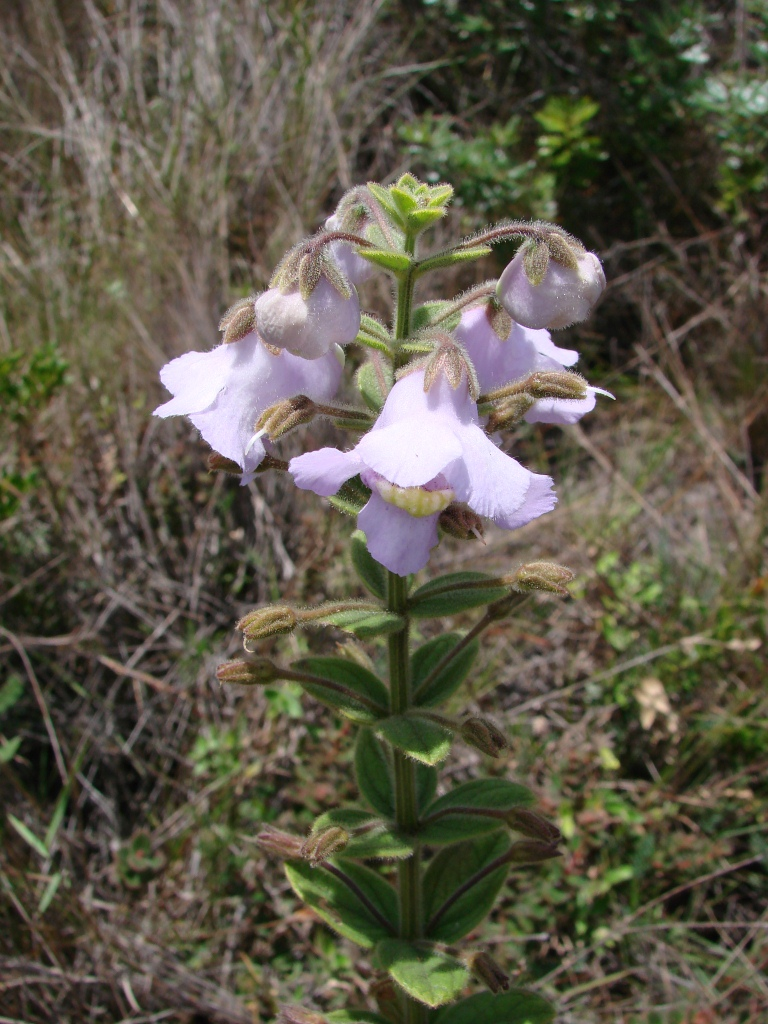